# Каменск-Уральский литейный завод
АО «Каменск-Уральский литейный завод» (АО «КУЛЗ») — российское предприятие, выпускающее авиационные тормозные и нетормозные колёса для гражданской и военной авиации, а также агрегаты управления тормозной системой воздушных судов, блоки управления ракет и другую продукцию. Входит в состав Научно-производственной корпорации «Уралвагонзавод».

## История
3 марта 1936 года — основание «Каменск-Уральский литейный завод». Предприятие создано постановлением Совета народных комиссаров СССР, принятым в конце 1939 года. Строительство завода началось весной 1940 года. Планировалось закончить его через пятилетку. Однако начало Великой Отечественной войны внесло свои коррективы. В Каменск-Уральский был эвакуирован Балашихинский литейно-механический завод, выпускающий колеса и агрегаты управления для самолетов. Это ускорило запуск нового завода. Уже в марте 1942 года КУЛЗ выпустил первую продукцию для фронта — авиаколёса для транспортного самолёта Ли-2.
После окончания войны завод занялся серийным выпуском новых тормозных колес для самолётов Як-18 и Ил-12. Вместе с тем почти половину мощностей перевели на изготовление изделий широкого потребления, в том числе сковородок, мясорубок, колодок для изготовления валенок, мотоободов для мотоциклов.
В 1962 году перед заводом были поставлены задачи по освоению изделий для новых типов летательных аппаратов как военного, так и гражданского назначения. КУЛЗ вновь стал в первую очередь авиационным заводом.
К девяностым годам он стал единственным в СССР изготовителем тормозных систем и взлётно-посадочных устройств для вертолётов, истребителей и малой авиации. Ему передали значительные объёмы по гражданской авиации. В начале девяностых 80 процентов в структуре заводской продукции занимал государственный заказ.
После перестройки завод перешел на выпуск разнообразной продукции, в том числе для топливно-энергетического комплекса — РАО «ЕЭС» и «Газпрома».
В 2008 году завод вошел в состав Научно-производственной корпорации «Уралвагонзавод». Сохранив авиационную направленность, он освоил производство дисков трения для бронетанковой техники «Уралвагонзавода».
С 2014 по 2018 гг. литейный завод реализовал инвестиционную программу реконструкции производства фрикционных дисков из металлокерамики, направленную на импортозамещение. А также обновил инфраструктурные объекты: построены современная котельная, водородная станция, появилась своя азотная станция.
В марте 2018 г. КУЛЗ стал частью холдинга «Технодинамика» Госкорпорации «Ростех». В составе холдинга - 36 российских заводов и научно-исследовательских институтов авиационной и космической отраслей промышленности. Его компетенции лежат в сфере разработки, производства и послепродажного обслуживания систем и агрегатов авиационного и космического применения.
В начале 2019 года в составе «Технодинамики» вошел в группу компаний «Динамика», специализирующейся на разработке, производстве и послепродажном обслуживании широкого спектра продукции для авиационной и космической отраслей, а также ряда других сфер экономики.
Сейчас КУЛЗ выпускает тормозные системы и колеса для многих самолётов военной и гражданской авиации России, выполняет заказы по производству деталей для ракетной техники, газового и электротехнического оборудования, а также производит литые автомобильные колеса. уже не производит автомобильные колеса

## Экология
В июне 2011 года природоохранная прокуратура установила отсутствие разрешительных документов на объём предельно допустимого количества выбросов загрязняющих веществ. Попадая в атмосферу, загрязняющие вещества оказывают негативное воздействие на здоровье жителей.